# Liste des cours d'eau du Pará
Liste des principaux cours d'eau de l'État du Pará, au Brésil.

## Liste
- Haut – A
- B
- C
- D
- E
- F
- G
- H
- I
- J
- K
- L
- M
- N
- O
- P
- Q
- R
- S
- T
- U
- V
- W
- X
- Y
- Z

### A
- Rio Amazonas
- Rio Araguaia

### C
- Rivière Cupari
- Rio Curuá
- Rio Cururu
- Rivière Curuá Una

### D
- Rivière Das Tropas

### G
- Rio Guamá
- Rio Gurupi

### I
- Rio Iriri

### J
- Rivière Jamanxim
- Rio Jari

### M
- Rivière Moju dos Campos

### N
- Rio Nhamundá

### P
- Rio Pará
- Rivière Paru de Oeste

### S
- Rio São Manuel

### T
- Rio Tapajós
- Rio Tocantins
- Rio Trombetas

### X
- Rio Xingu